# George Frampton

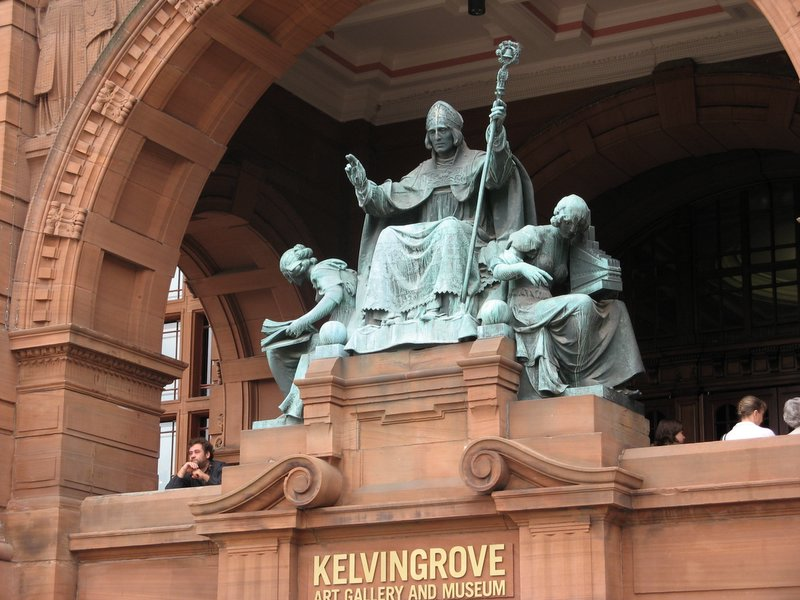
St. Mungo Patrono delle arti e della musica, Kelvingrove Art Gallery and Museum, Glasgow

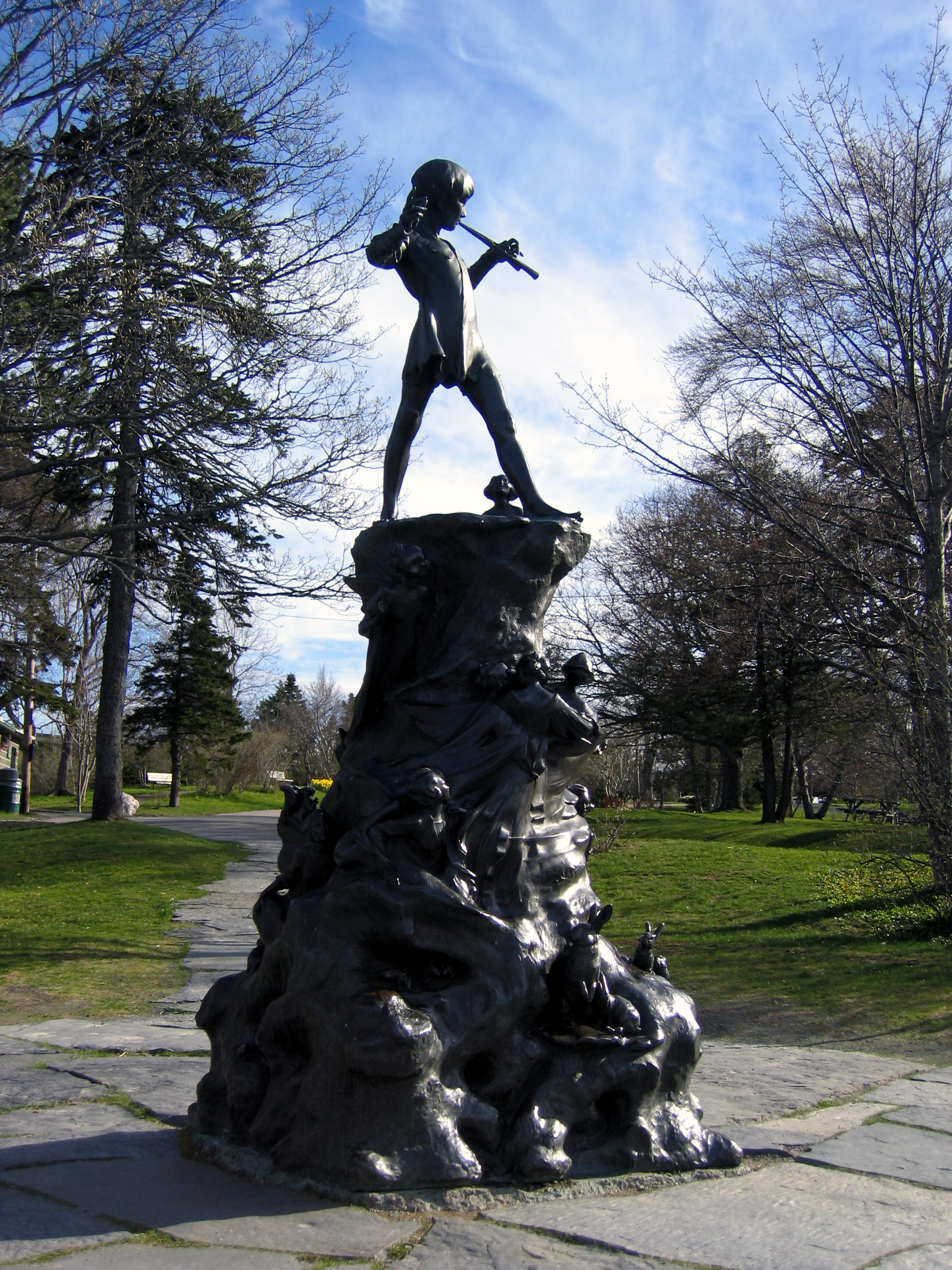
Statua di Peter Pan in Bowring Park, Terranova

Sir George James Frampton, accademico reale, (Londra, 18 giugno 1860 – 21 maggio 1928), è stato uno scultore britannico e membro influente del movimento della nuova scultura.

## Biografia
Frampton, figlio di uno scalpellino, in uno studio di architettura dopo aver studiato con William Silver Frith alla City and Guilds of London Art School (ex Lambeth School of Art). Passò poi alla Royal Academy Schools dove vinse la medaglia d'oro. Dal 1887 al 1890 Frampton intraprese ulteriori studi e lavorò nello studio di Antonin Mercie a Parigi.
Tornato in Inghilterra fu insegnante presso la Slade School of Art nel 1893.
Sposò l'artista Christabel Cockerell dalla quale ebbe un figlio, il pittore Meredith Frampton.

### Opere principali
Fra le sculture pubbliche di Frampton si ricordano Peter Pan, i leoni al British Museum ed il monumento ad Edith Cavell posto all'esterno della National Portrait Gallery di Londra.
Le statue sono ubicate in:
- Kensington Gardens, Londra
- Sefton Park, Liverpool
- Bruxelles
- Camden, New Jersey (Stati Uniti)
- Perth, Australia
- Toronto, Canada
- Bowring Park in St. John's, Terranova, Canada.

Alcune suo opere sono visibili presso la St James Church a Warter nello Yorkshire.